# Stenberg (Museum)
Stenberg oder auch Steinberg ist ein norwegisches Freilichtmuseum in Bøverbru, Gemeinde Vestre Toten in Innlandet. Das Museum wurde 1923 eröffnet und um das Amtmannshaus Stenberg  herum errichtet.

## Das Museum
Das Gelände des heutigen Museums wurde 1790 durch den Richter Frederick Sommerfeldt erworben. Er erbaute die Hofanlage. 1802 erwarb der Magistrat und spätere Gouverneur Lauritz Weidemann mit seiner Frau und seinen Kindern die Hofanlage. Er erbaute die Anlage, so wie sie heute steht. Er starb 1856.
Neben dem Hauptgebäude aus den 1790er Jahren besteht die Anlage aus elf verschiedenen Häusern sowie einem fast 30 Hektar großen Park im englischen Landhausstil. Die Anlage einschließlich der Innenräume ist weitgehend unverändert aus der Zeit von Lauritz Weidemann erhalten.
Weitere Gebäude im Freilichtteil sind der Hof Øverjordet aus den Jahren um 1800, ein Hof eines Kleinbauerns, von 1875 die Arbeiterbaracke eines Fabrikarbeiters der Streichholzfabrik Raufoss sowie diverse Scheunen.
Seit 2006 gehört das Museum zusammen unter anderem mit dem Freilichtmuseum Eiktunet organisatorisch zum Mjøsmuseet. Dies ist ein Regionalmuseum für die Westseite des Mjøsasees, Gjøvik und Toten.

## Stenberg Tag
Beim Stenberg-Tag (Stenbergdagen) im Sommer eines jeden Jahres wird das Museum mit nach der Mode um 1800 bekleideten Personen belebt: In den Wohnräumen leben Schüler und Studenten und auch die Familie Weidemann hält sich zusammen mit ihren Gästen in den Museumsgebäuden auf. Auch wird mit historischen Gerätschaften der Anbau von zeitgenössischen Feldfrüchten vorgeführt.